# Verbundträger (Versicherung)
Im Recht der deutschen Sozialversicherung spricht man von einem Verbundträger, wenn unter dem Dach einer Körperschaft mehrere Zweige der Sozialversicherung vereinigt sind.

## Deutsche Rentenversicherung Knappschaft-Bahn-See
In der Deutschen Rentenversicherung Knappschaft-Bahn-See sind seit 2005 die Rentenversicherungen für Bergbau, Bahnarbeiter und -angestellte sowie Schifffahrt, die Minijob-Zentrale, die heute für alle geöffnete Kranken- und Pflegeversicherung für Bergbau und darin seit 2008 auch die See-Krankenkasse zusammengefasst. Der Sozialversicherungsträger mit Selbstverwaltung ist Rentenversicherungsträger im Verbund der deutschen Rentenversicherung und ein Träger der gesetzlichen Krankenversicherung und Pflegeversicherung. Darüber hinaus nimmt sie u. a. mit der Minijob-Zentrale die bundesbehördliche Aufgabe als Einzugsstelle für geringfügig Beschäftigte wahr und ist Träger einer Renten-Zusatzversicherung.

## Sozialversicherung für Landwirtschaft, Forsten und Gartenbau
Am 1. Januar 2013 ist durch die Errichtung der Sozialversicherung für Landwirtschaft, Forsten und Gartenbau (SVLFG) ein weiterer Verbundträger entstanden. Unter ihrem Dach wurden die bisher eigenständigen landwirtschaftlichen Berufsgenossenschaften, die landwirtschaftlichen Alterskassen, die Landwirtschaftliche Krankenkasse und die Landwirtschaftliche Pflegekasse vereint. Sie ist Träger der landwirtschaftlichen Sozialversicherung für die Versicherungszweige Gesetzliche Unfallversicherung, Alterssicherung der Landwirte, Gesetzliche Krankenversicherung und Gesetzliche Pflegeversicherung.